# Santa Comba CF
Santa Comba Club de Fútbol byl španělský fotbalový klub sídlící ve městě Santa Comba. Klub byl založen v roce 1980, zanikl v roce 2012 sloučením s klubem Xallas CF do nově vytvořeného Xallas de Santa Comba CF.

## Umístění v jednotlivých sezonách
| Sezóny  | Liga                     | Úroveň | Z  | V  | R  | P  | VG | OG | +/- | B  | Pozice |
| ------- | ------------------------ | ------ | -- | -- | -- | -- | -- | -- | --- | -- | ------ |
| 2006/07 | Tercera División – sk. 1 | 4      | 38 | 18 | 9  | 11 | 56 | 46 | +10 | 63 | 7.     |
| 2007/08 | Tercera División – sk. 1 | 4      | 38 | 13 | 8  | 17 | 44 | 54 | -10 | 47 | 13.    |
| 2008/09 | Tercera División – sk. 1 | 4      | 38 | 12 | 14 | 12 | 42 | 47 | -5  | 50 | 9.     |
| 2009/10 | Tercera División – sk. 1 | 4      | 36 | 13 | 7  | 16 | 44 | 48 | -4  | 46 | 11.    |
| 2010/11 | Tercera División – sk. 1 | 4      | 36 | 8  | 11 | 17 | 30 | 52 | -22 | 35 | 17.    |